# Malko Vranovo
Malko Vranovo (bulgariska: Малко Враново) är ett distrikt i Bulgarien.   Det ligger i kommunen Obsjtina Slivo Pole och regionen Ruse, i den nordöstra delen av landet, 280 km nordost om huvudstaden Sofia.
Trakten runt Malko Vranovo består till största delen av jordbruksmark. Runt Malko Vranovo är det ganska glesbefolkat, med 48 invånare per kvadratkilometer.